# Прапор Північної ради
Прапор Північної ради синє полотнище зі стилізованим круглим мотивом білого лебедя. Символ лебедя було обрано для символізації Північної ради та Ради міністрів Північних країн у 1984 році. Скандинавський лебідь символізує довіру, цілісність і свободу.  Він також покликаний символізувати ширшу північну співпрацю.
До 2016 року прапор був білим зі стилізованим круглим мотивом білого лебедя на синьому  диску. У Лебедя було достатньо пір’я на крилах для восьми членів і територій ради: Данії, Фінляндії, Ісландії, Норвегії, Швеції, Аландських островів, Фарерських островів і Гренландії . Дизайн прапора розробив художник з Фінляндії Кьості Варіс.
Усі члени Ради, за винятком Гренландії, використовують нордичний хрестовий прапор . Північний хрест також використовувався на прапорі Кальмарської унії. Кальмарська унія був єдиним випадком, коли всі скандинавські країни були під єдиною державою, тому це традиційно було знаком єдності до прийняття Північною радою прапора-лебедя. 

Попередній прапор Північної Ради (1984-2016)

## Зовнішні посилання
- Розділ логотипу для Посібника з дизайну Ради міністрів Північних країн і Ради Північних країн.
- www.crwflags.com, Північна рада, Прапори світу
- www.norden.org Північна рада
- Історія символу Лебедя, логотипу Північної кооперації